# Независимый кандидат
Незави́симый кандида́т (самовыдвиженец) — политический деятель, принимающий участие в выборах независимо от какой-либо политической партии.

## Особенности
Есть несколько причин, по которым политик может баллотироваться как независимый кандидат:
- Независимые могут проводить центристскую точку зрения между другими кандидатами — представителями крупных политических партий. Иногда, наоборот, они имеют более экстремальную точку зрения, чем любая большая партия. Их идеология может содержать идеи с обеих сторон политического спектра, или может иметь свой особый взгляд, основанный на вопросах, которые не поддерживаются серьезными политическими игроками.
- Независимый политик может быть связан с политической партией, быть её бывшим членом, исповедовать те же убеждения, однако не ассоциировать себя с брендом этой силы. Другие могут принадлежать или поддерживать политическую партию, однако они считают, что не должны формально представлять партию и, таким образом, подчиняться ее политике.
- В некоторых странах (например, Кувейт), политические партии являются незаконными и все кандидаты действуют как независимые[1].

В ряде случаев независимые политики объединяются в специальные группы «независимых», не являющиеся политическими партиями. В других случаях такие политики объединяются в политическую партию, в названии которой часто может использоваться слово «независимый».

## По странам

### Россия
По российскому законодательству самовыдвиженцу для регистрации необходимо собрать в свою поддержку подписи 3 % избирателей округа (в среднем — 14,5 тыс. автографов), которые выборочно проверяют окружные комиссии. Если более 5 % от общего числа сданных подписей признаются недостоверными или недействительными, кандидату отказывают. Эти правила действуют с выборов 2016 года.
Выборы 2021 года
На выборах в Госдуму из 174 кандидатов в депутаты успешно прошли проверку лишь 11. Остальные были сняты за превышение допустимого брака в подписных листах. Существует мнение, что большинство самовыдвиженцев идут в Думу с одобрения власти, а несколько независимых кандидатов допущены лишь для того, чтобы раздробить оппозиционный электорат.